# San Saba (rione de Roma)
San Saba, llamado popularmente il piccolo Aventino («el pequeño Aventino»), es el vigesimoprimer rione de Roma, indicado como R. XXI. De institución reciente (aunque de antigua urbanización), se encuentra al lado del gran pulmón verde y arqueológico del complejo Termas de Caracalla - Circo Máximo - Palatino.

## Historia

### La iglesia y el monasterio

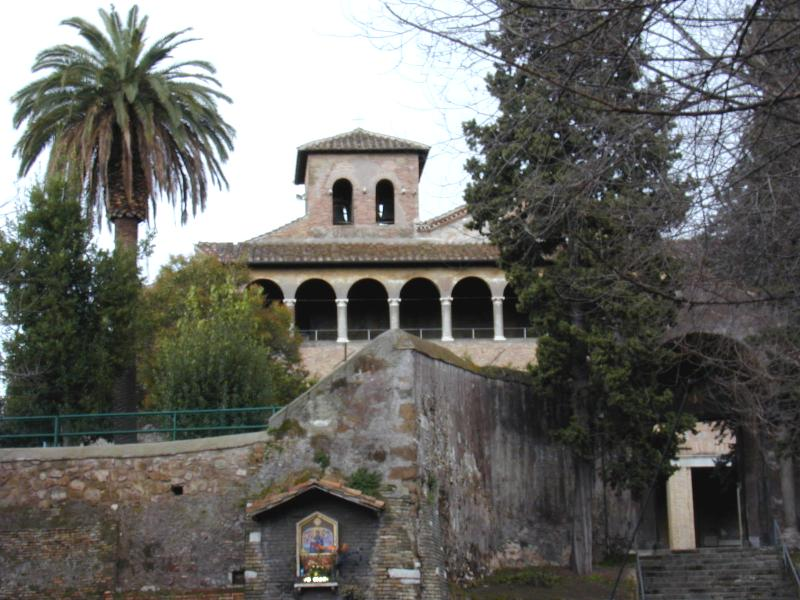
La iglesia de San Saba.

El rione San Saba recibe su nombre del monasterio y la iglesia que fueron su única presencia habitada durante siglos tras la caída del imperio. En torno al siglo VII algunos ermitaños se instalaron en las ruinas del que había sido el cuartel (statio) de la IV cohorte de los vigiles, colocado oportunamente en un lugar desde el que se podía dominar con la vista una gran parte del territorio sudeste de la ciudad, entre las actuales Porta San Paolo (Porta Ostiensis para los romanos) y Porta San Sebastiano (Porta Appia para los romanos).
Hacia el siglo VIII, monjes orientales provenientes de la comunidad fundada en Jerusalén por San Saba tomaron posesión del sitio e instituyeron allí un monasterio que en el siglo IX era considerado el más importante de la ciudad, y desde el cual irradiaba en estos siglos una intensa actividad diplomática hacia Constantinopla y el mundo bárbaro.
El monasterio se hizo muy rico con el tiempo: poseía, entre otros, los castillos de Marino y Palo. Su propiedad pasó con los siglos de los benedictinos a los cluniacenses, posteriormente a los cistercienses, y desde 1573 al Collegio Germanico Ungarico, dirigido por los jesuitas, que lo tienen todavía en la actualidad.

### El «pueblo» de San Saba

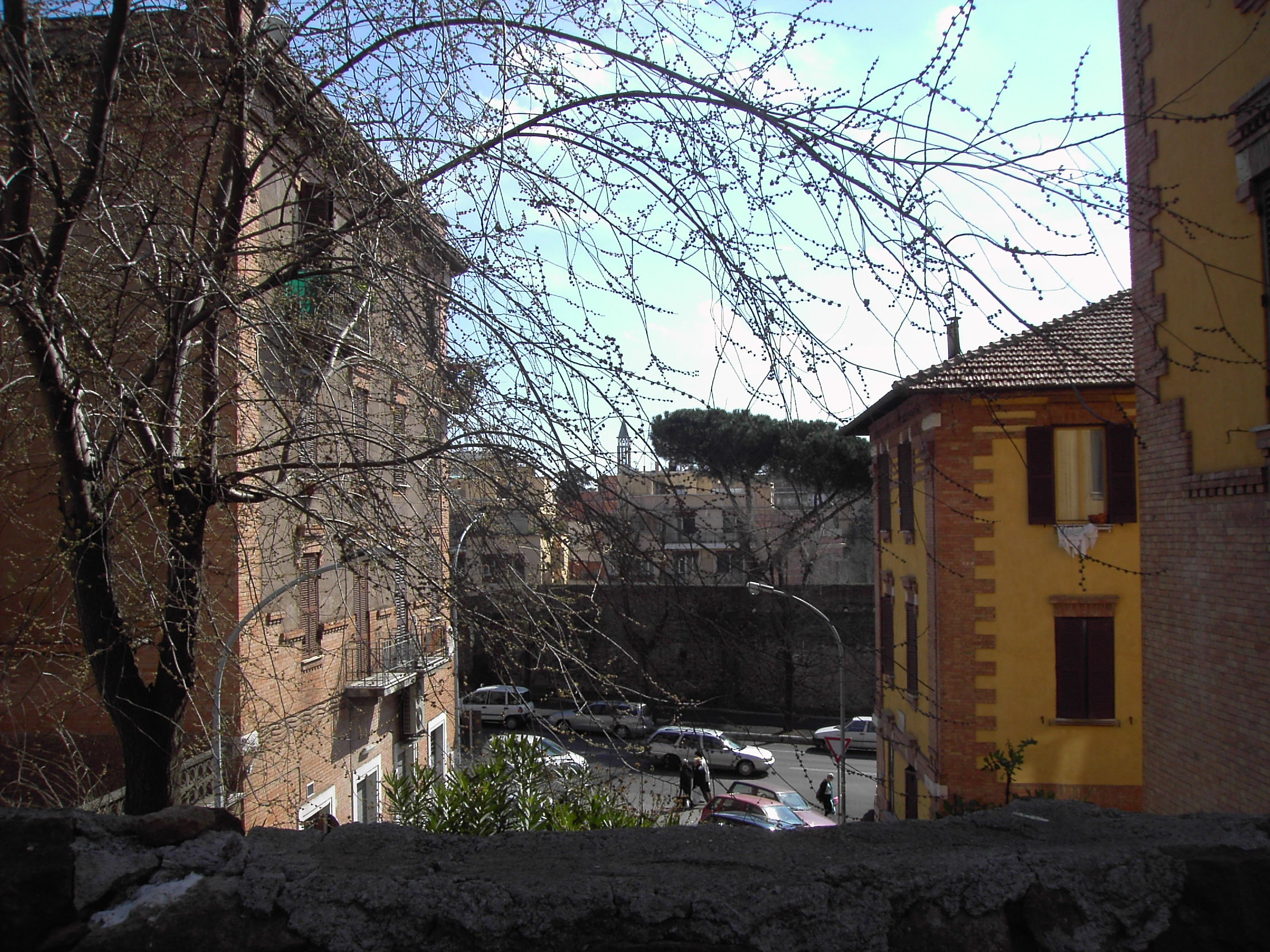
Casas IACP sobre las murallas aurelianas.

Escudo de San Saba: de azur con creciente lunar de argén en el jefe y el arco de Diana de oro en la punta.

Como muestran las fotos de la época, todavía al inicio del siglo XX la iglesia y el monasterio de San Saba estaban en pleno campo. El primer plano regulador de Roma (de 1909), produjo en 1921, entre otros, los nuevos rioni populares de San Saba y Testaccio, los últimos dos rioni dentro de las murallas, desgajados del territorio de Ripa.
Tras la unificación italiana, el plano regulador de Roma había destinado a zona verde pública el territorio de San Saba, contiguo al «Paseo Arqueológico». Entre 1907 y 1914 el Bloque Popular que gobernaba la ciudad (radicales, republicanos y socialistas, alcalde Ernesto Nathan) hizo que el Istituto Autonomo Case Popolari (IACP) construyera en el Piccolo Aventino, entre la iglesia y las murallas, diez parcelas de edificios residenciales destinados a la pequeña burguesía urbana, situados entre los últimos edificios residenciales proyectados dentro de las murallas aurelianas.
El rione fue proyectado, igual que las casas populares de Testaccio, por el entonces joven Quadrio Pirani, y en honor de la intención programática las calles tendrían nombres de grandes arquitectos: Gian Lorenzo Bernini, Francesco Borromini, Baccio Pontelli, Andrea Palladio, Pirro Ligorio y Bramante, entre otros, dan su nombre a calles tranquilas y arboladas, de anchura justa.
Situado en una explanada en la cima de una colina, el rione está recorrido por cuestas y escalinatas que conducen cuesta abajo hacia las murallas o hacia el Testaccio. Las casas «populares» son viviendas bifamiliares, cada una de ellas con su pequeño jardín, y bloques de no más de cuatro plantas, con apartamentos luminosos y patios espaciosos, cada uno de ellos revestido de ladrillos del mismo color de la antigua fachada de la iglesia y de las murallas.

### Escudo
De azur con creciente lunar de argén en el jefe y el arco de Diana de oro en la punta (en alusión a Diana Aventina).

## Elrioneactual

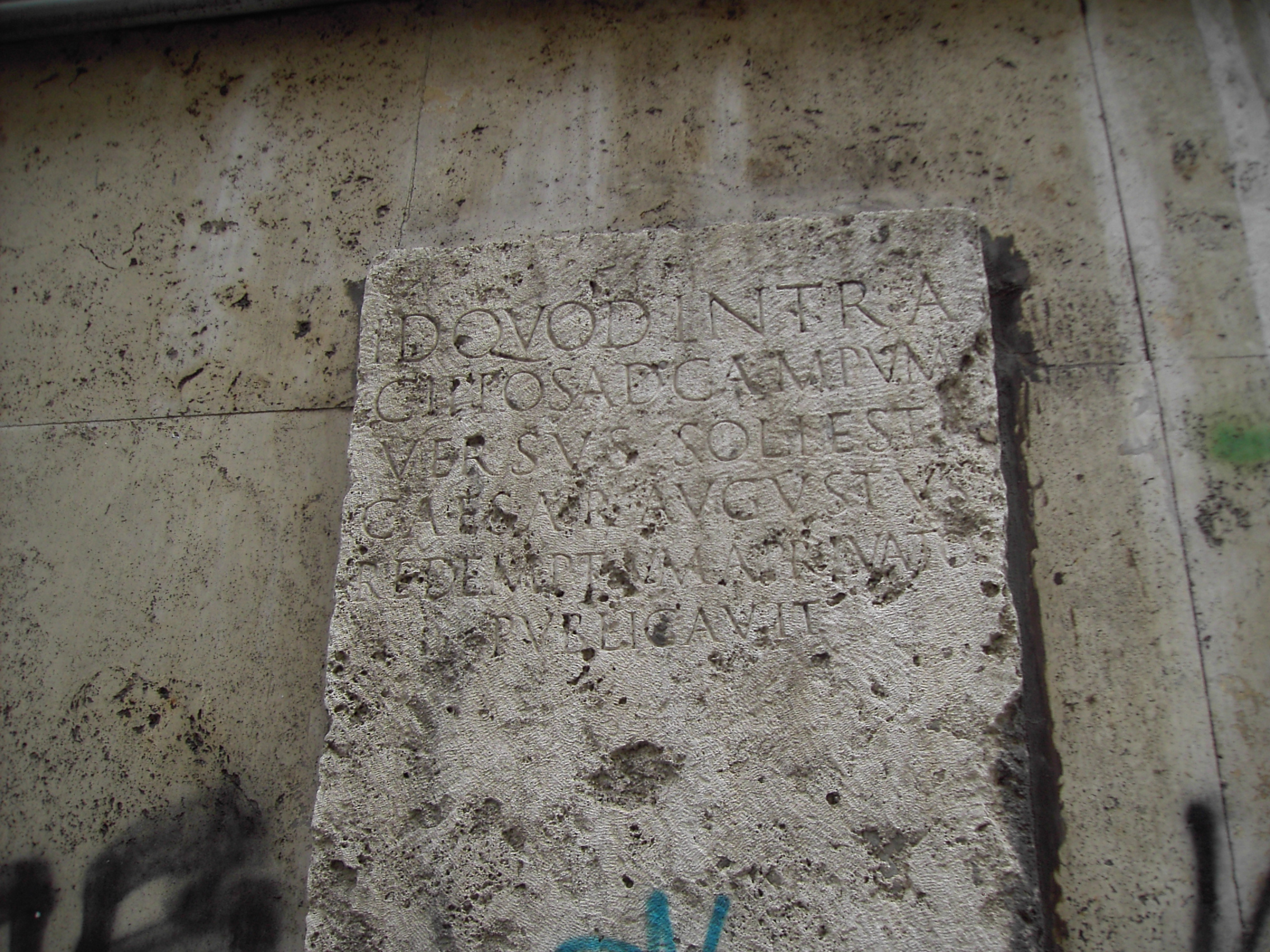
QUOD INTRA CIPPOS AD CAMPUM VERSUS SOLI EST CAESAR AUGUSTUS REDEMPTUM A PRIVATO PUBLICAVIT
Placa (situado en la fachada de un condominio de 1930) que recuerda como Augusto hizo públicos los terrenos sobre los cuales se sitúa actualmente la parte nueva del rione.

El verdadero corazón de San Saba es el jardín de la Piazza Bernini: hay árboles que dan sombra a los bancos, dos fuentes para saciar la sed de perros y niños, en el centro el monumento a los caídos en la Primera Guerra Mundial, el mercado por la mañana, el campo de juegos instalado en el recinto de la iglesia, y la escuela elemental que también se sitúa en la plaza y donde vota el barrio cuando hay elecciones. Hay un quiosco, algunas tiendas de alimentos, un bar, y antiguamente había también un cine (llamado Rubino) que actualmente se ha convertido en un pequeño teatro, el Anfitrione.
Hay, en definitiva, todo lo que hace autónomo y reconocible a un pueblo, incluidas las costumbres de los residentes. Todos pasan por la plaza al menos una vez al día: los muchachos que se desplazan entre la escuela y el campo de juegos, los ancianos que llenan los bancos, la gente en el mercado, un grupo de adultos que hacia la tarde juega a las cartas sobre el capó de un coche... Y puesto que muchos habitantes de hoy son hijos y nietos de los de entonces, se saben todavía muchas cosas de los demás, se saluda por la calle y se conversa al encontrarse en el autobús.
La periferia de este «pueblo» (absolutamente independiente y felizmente apartado del tráfico aunque esté dentro de las murallas y bien conectado) fue urbanizada entre los años treinta y sesenta, sobre todo fuera de las murallas, y aunque hay todavía chalés y los bloques han mantenido dimensiones acogedoras, los 2500 habitantes originales se han convertido en unos 20 000. La ubicación del parque arqueológico y del complejo de las Termas de Caracalla han contenido, afortunadamente, la pasión romana por el ladrillo.

## Límites
Celio, barrios Appio Latino (Municipio Roma IX) y Ostiense (Municipio Roma XI), Testaccio, Ripa.

## Monumentos y lugares de interés

### Arquitectura civil
- Palazzo delle Poste, en la Via Marmorata. Edificio de 1933 diseñado por el arquitecto Adalberto Libera con la colaboración de Mario De Renzi.
- Edificio de la FAO, entre Via delle Terme di Caracalla y Viale Aventino. Este enorme inmueble, inaugurado en 1951, fue encargado e iniciado durante el fascismo (1938, arquitectos Vittorio Cafiero, quien había realizado el plano regulador de Asmara, y Mario Ridolfi), como sede del Ministerio del África Italiana. El actual Viale Aventino, creado en esos años, se denominó precisamente Viale Africa, denominación que se trasladó posteriormente a una calle de EUR.

### Arquitectura religiosa
- Basílica de San Saba
- Basílica de Santa Balbina all'Aventino
- Iglesia de los Santi Nereo e Achilleo
- Iglesia de San Cesareo de Appia

### Otros
- Casina del Cardinale Bessarione, en la Via di Porta San Sebastiano.
- Termas de Caracalla

## Toponimia

### Plazas
- Piazza Albania
- Largo Bruno Baldinotti
- Piazza Gian Lorenzo Bernini
- Largo Enzo Fioritto
- Piazzale Numa Pompilio
- Piazza di Porta Capena
- Piazza Remuria
- Largo delle Vittime del Terrorismo

### Calles
| - Via Leon Battista Alberti - Via Antonina - Via Antoniniana - Via Aventina - Viale Aventino - Via Guido Baccelli - Via Francesco Borromini - Via Bramante - Via Lucio Fabio Cilone - Via Giacomo Della Porta - Via Annia Faustina - Viale Giotto - Via Guerrieri - Via Pirro Ligorio - Via Carlo Maderno - Via Vincenzo Camuccini | - Via Andrea Palladio - Via Baldassarre Peruzzi - Via Bartolomeo Pinelli - Via Giovanni Battista Piranesi - Via Baccio Pontelli - Via Flaminio Ponzio - Viale di Porta Ardeatina - Via Ercole Rosa - Via di San Saba - Via di Santa Sabina - Via Giovanni Tata - Via delle Terme di Caracalla - Via di Valle delle Camene - Via di Villa Pepoli - Via Federico Zuccari |